# Communauté de communes du Val Vert du Clain
Die Communauté de communes du Val Vert du Clain ist ein ehemaliger französischer Gemeindeverband mit der Rechtsform einer Communauté de communes im Département Vienne in der Region Nouvelle-Aquitaine. Sie wurde am 23. Dezember 1992 gegründet und umfasste sechs Gemeinden. Der Verwaltungssitz befand sich im Ort Jaunay-Clan.

## Historische Entwicklung
Mit Wirkung vom 1. Januar 2017 fusionierte der Gemeindeverband mit
- Communauté d’agglomération Grand Poitiers,
- Communauté de communes du Pays Mélusin sowie
- Communauté de communes de Vienne et Moulière

unter gleichzeitiger Bildung der Communes nouvelles Beaumont-Saint-Cyr und Jaunay-Marigny. 
Dadurch entstand die Nachfolgeorganisation Grand-Poitiers Communauté d’agglomération. Trotz der Namensähnlichkeit mit einer der Vorgängerorganisationen handelt es sich dabei um eine Neugründung mit anderer Rechtspersönlichkeit.

## Ehemalige Mitgliedsgemeinden
1. Beaumont
2. Dissay
3. Jaunay-Clan
4. Marigny-Brizay
5. Saint-Cyr
6. Saint-Georges-lès-Baillargeaux